# Gaston Waringhien
Gaston Waringhien (20 de julio de 1901-20 de diciembre de 1991) fue un lingüista francés, lexicógrafo, y esperantista. Escribió poemas así como ensayos y libros de lingüística. Fue presidente  del Akademio de esperanto.

## Libros
- Plena Vortaro (1930)
- Plena Ilustrita Vortaro (1970)

## Otros trabajos
- Parnasa gvidlibro (Con Kálmán Kalocsay, 1932)
- Kontribuo al poemkolekto Dekdu Poetoj, 1934
- Plena (analiza) gramatiko (Con Kálmán Kalocsay, 1935, 1938, 1981)
- Facilaj esperantaj legajhoj (redaction, 1935)
- Maximes de La Rochefoucauld (Traducción, 1935)
- Leteroj de L.L.Zamenhof (redaction, 1948)
- Poemoj de Omar Kajam (traducción, 1953)
- Eseoj Yo: Beletro (1956)
- La floroj de l' malbono ("Les fleurs du mal" (Las flores de mal) por Charles Baudelaire, traductor y redactor, 1957)
- Kantoj kaj romancoj (Traducción con Kálmán Kalocsay)
- La trofeoj (Traducción 1977)
- Tra la parko de la franca poezio: La renesanca periodo / La klasika periodo (Traducciones, 1977/1980)
- La ĥimeroj (Traducciones, 1976)
- Lingvo kaj vivo (Ensayos, 1969)
- Ni kaj ĝi (Ensayos, 1972)
- 1887 kaj la sekvo (ensayos, 1980)
- Kaj la ceter' - nur literaturo (Ensayos, 1983)
- Duonvoĉe (Poemas originales, 1939 y 1963)